# Îlot Ziné
L'îlot Ziné ou Les Quatre Frères est un ensemble de quatre îlots de Mayotte appartenant administrativement à Kawéni.

## Géographie
Ils sont situés à quelques centaines de mètres au large de Kawéni, entre Grande-Terre et Petite-Terre.

## Géologie
Ces quatre blocs escarpés sont d'origine volcanique. Ils apparaissent séparés à marée haute, mais sont reliés à marée basse par un socle commun, entouré d'un petit platier corallien.

## Histoire
Un timbre de 0,56 euro émis en 2009 les représente. 